# Cratere Helvi
Helvi  è un cratere sulla superficie di Venere.